# Список самых высоких зданий префектуры Нагасаки
В этом списке приведены небоскрёбы префектуры Нагасаки с высотой от 60 метров, основанные на стандартных измерениях высоты. Эта высота включает шпили и архитектурные детали, но не включает антенны радиовышек и башен.

## Самые высокие здания
| Рейтинг | Название                             | Фото                    | Высота м | Высота до крыши | Этажность | Год  | Город    | Примечания |
| ------- | ------------------------------------ | ----------------------- | -------- | --------------- | --------- | ---- | -------- | --- |
| -       | Hario Radio Towers                   |                         | 137      |                 |           | 1922 | Сасебо   | Башни 1 и 2 135 метров, башня 3 137 метров. Важный культурный памятник Японии Important Cultural Property (Japan) |
| -       | Huis Ten Bosch (theme park) Domtoren | 代替文=ドムトールン遠望 | 105      |                 | 5         | 1992 | Сасебо   | |
| 1       | Tower city Nagasaki                  |                         | 95.0     |                 | 28        | 2004 | Нагасаки | [ 1 ] [ 2 ] |
| 2       | Nagasaki University Hospital         |                         | 67.7     | 62.1            | 14        | 2008 | Нагасаки | |
| 3       | Hotel Nikko Huis Ten Bosch           |                         | 66.3     |                 | 12        | 1995 | Сасебо   | [ 3 ] |
| 4       | Best Western Premier Hotel Nagasaki  |                         | 65       |                 | 15        | 1990 | Нагасаки | |
| 5       | MJR Dejima Bayside Tower             |                         | 64.28    |                 | 19        | 2013 | Нагасаки | [ 4 ] |